# Тахар Рахім
Таха́р Рахі́м (фр. Tahar Rahim) (нар.4 липня 1981, Бельфор, Франція) — французький актор алжирського походження. Найбільшу популярність йому принесла роль Маліка Ель Джебена, 19-річного в'язня, у фільмі Жака Одіара «Пророк». Лауреат кінопремії «Сезар» за найкращий дебют та найкращу чоловічу роль. Двічі номінант на премію «Золотий глобус» за головні ролі в драмі «Мавританець» (2021) і мінісеріалі «Змій» (2021).

## Біографія
Народився 4 липня 1981 року у місті Бельфор, що на північному сході Франції. З дитинства захоплювася переглядом фільмів, проте після закінчення школи вирішив професійно зайнятися спортом:
| Мені було дуже нудно — Бельфор не пропонує багато, і тому я захопився переглядом фільмів. Я міг подивитись до п'яти на день.Оригінальний текст (англ.) I was feeling very bored, Belfort didn’t offer much and I started getting passionate about movies. I would watch up to five a days.[2] |
Покинувши згодом цей задум, він серйозно зацікавився програмуванням, а у кінцевому рахунку вирішив присвятити себе кіномистецтву.
Вищу освіту здобував в Університеті Поля-Валері у місті Монпельє. Пізніше продовжив навчання на юридичному факультеті. Ще будучи студентом, у 2005 році знявся у документальному фільмі Тахар, студент, який показали на французькому телеканалі France 5, а також почав грати у театрі.
Того ж року він переїхав до Парижа, де певний час вивчав драматичне мистецтво під керівництвом Елен Зіді-Шерюі. Для того, щоб заробити собі на прожиття, він паралельно працював на фабриці та у нічному клубі.

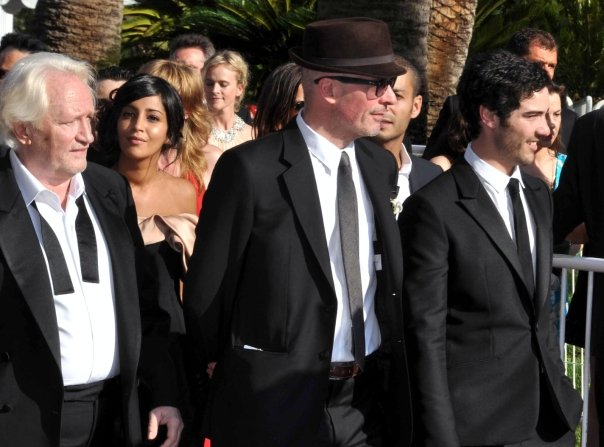
Нільс Ареструп, Лейла Бехті, Жак Одіар та Тахар Рахім на червоній доріжці Каннського кінофестивалю 2009 року

Його наступними кінематографічними роботами стала роль Язида Фікрі у семи епізодах серіалу «Комуна», до складу якого він був запрошений в середині 2006 року, після підписання контракту з агентом. Сценаристом серіалу був Абдель Рауф Дафрі, який пізніше написав сценарій до доленосного у кар'єрі актора фільму «Пророк». Через рік він знявся у фільмі жахів «Помста немовляті», де зіграв поліцейського.
Першою головною роллю стала участь у фільмі Пророк, де він зіграв Маліка Ель Джебена — французького в'язня алжирського походження, який проходить складний шлях у тюремній ієрархії — від «шістки» до «авторитета»:
| Тахар Рахім чудово виконав головну роль. Те, що від нього було потрібно, а саме – показати повну зміну свого героя, Тахар виконав блискуче. Жорстокість оволодівала Маліком Ель Джебена з кожним тюремним роком, він ставав розумнішим, освіченішим, впливовішим, знайшов друзів й нажив ворогів. Історія в «Пророці» показує нам те, як в'язниця допомогла стати на ноги практично безнадійному хлопцеві.[4] |
Ця роль принесла йому популярність, його стали запрошувати у численні проєкти, серед яких «Орел Дев'ятого легіону» Кевіна МакДональда, «Кохання та синці» Лу Йє. У жовтні 2010 року відбулась світова прем'єра вищезгаданого історичного блокбастера «Орел Дев'ятого легіону», де Рахім зіграв роль гельського принца. Дія фільму відбувається у II столітті до н. е.
У 2011 році завершився чотирирічний знімальний процес над стрічкою «Вільні люди», де Тахар перевтілився у Юнеса Бен Дауда — єврейського співака, якого під час окупації Франції нацистами арабська община прийняла за араба. Після арешту його змушують шпигувати за лідерами паризької мечеті, бо підозрюють, що ті надають фальшиві посвідчення євреям і бійцям руху Опору. Того ж року актор знявся у високобюжетній франко-арабській стрічці «Чорне золото», де зіграв головну роль — роль принца Ауди. Дія фільму відбувається на Аравійському півострові у 30-ті роки 20-го століття, в період нафтової лихоманки.
Актор відзначається значними успіхами у вивченні мов: під час знімання «Пророка» він легко заговорив арабською і корсиканською мовами, а його герой у «Орлі Дев'ятого легіону» розмовляє на архаїчній гельській мові.

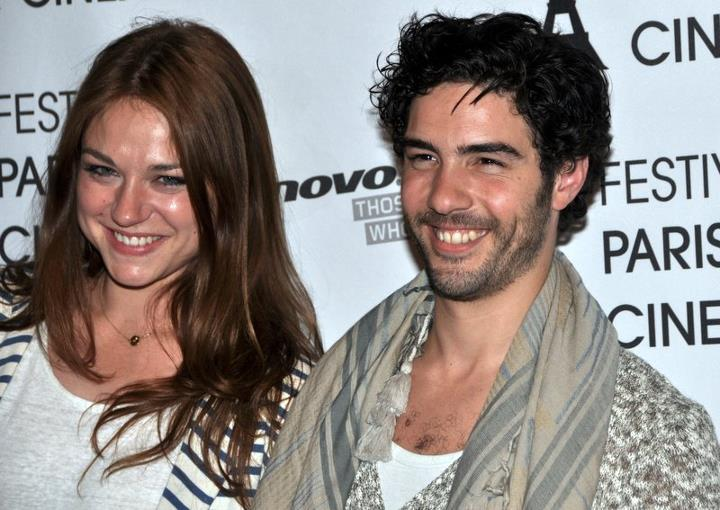
Емілі Дек'єнн і Тахар Рахім на допрем'єрному показі фільму «Наші діти»

У фільмі «Минуле» іранського режисера Асгара Фархаді, що потрапив у кінопрокат у 2013 році, француз зіграв Саміра — нового коханого Марі, яку втілила Береніс Бежо. За цю роль вона здобула нагороду Канського кінофестивалю як найкраща актриса.
Перша стрічка, яка з'явилась у 2014 році, за участі актора — робота німецького режисера Фаті Акина «Шрам», де йдеться про геноцид вірмен 1915 року. Головний герой фільму, котрого грає Рахім — Назарет, коваль-вірменин, який подорожує у пошуках двох своїх дочок, зв‘язок з якими втратив після тих подій. У вересні 2014 року на екрани вийшла спільна робота режисерів Олів'є Накаша та Еріка Толедано «Самба» (2014), де висвітлюються соціальні проблеми французького суспільства, зокрема питання нелегальної міграції. Партнерами Рахіма на знімальному майданчику були Омар Сі і Шарлотта Генсбур. Наприкінці 2014 року актор розпочав роботу у спільному британсько-французькому проєкті «Останні пантери» — шестисерійному мінісеріалі про східноєвропейське злочинне угруповання «Рожеві пантери», що спеціалізувалось на крадіжці коштовностей. Тахару дісталась роль французького поліцейського Халіля, а його партнерами по знімальному майданчику стали Джон Герт і Саманта Мортон.
Регулярно виконує ролі реальних історичних фігур. У біблійному фільмі «Марія Магдалина» (2018) зіграв Юду Іскаріота, в юридичній драмі «Мавританець» (2021) — мавританського в'язня Мохаммеда Ульда Слахі, у кримінальному мінісеріалі «Змій» (2021) — серійного вбивці Чарльза Собраджа, у біографічних фільмах «Наполеон» (2023) і «Месьє Азнавур» (2024) — політичного діяча Поля Барраса та співака Шарля Азнавура відповідно.
У 2025 році виконав одну із головних ролей, тяжко хворого наркомана, в драматичному боді-горорі «Альфа», для якої схуд на 20 кілограмів.

## Вибрана фільмографія

### Кіно
| Рік  | Фільм                             | Оригінальна назва                 | Роль                     |
| ---- | --------------------------------- | --------------------------------- | ------------------------ |
| 2006 | 11 вересня: Звіт комісії конгресу | англ. The 9/11 Commission Report  | талібський слідчий       |
| 2007 | Помста немовляті                  | фр. À l'intérieur                 | офіцер поліції           |
| 2009 | Пророк                            | фр. Un prophète                   | Малік Ель Джебена        |
| 2011 | Орел Дев'ятого легіону            | англ. The Eagle                   | принц піктів             |
| 2011 | Чорне золото                      | фр. Or noir                       | принц, син султана Амара |
| 2012 | Після кохання                     | фр. À perdre la raison            | Мунір                    |
| 2013 | Минуле                            | фр. Le Passé                      | Самір                    |
| 2013 | Гранд Централ. Атомне кохання     | фр. Grand Central                 | Гарі Манда               |
| 2013 | Гібралтар                         | фр. Gibraltar                     | Реджані Беліман          |
| 2014 |                                   | англ. The Cut                     | Назарет Манугян          |
| 2014 | Самба                             | фр. Samba                         | Вільсон                  |
| 2015 | Анархісти                         | фр. Les Anarchistes               | Жан Альбертіні           |
| 2016 | Секрет нуарної кімнати            | фр. Le Secret de la chambre noire | Жан                      |
| 2016 | Лагодити живих                    | фр. Réparer les vivants           | Тома Ремі                |
| 2018 | Марія Магдалина                   | англ. Mary Magdalene              | Юда Іскаріот             |
| 2019 | Доброта незнайомців               | англ. The Kindness of Strangers   | Марк                     |
| 2021 | Мавританець                       | англ. The Mauritanian             | Мохаммед Ульд Слахі      |
| 2023 | Наполеон                          | англ. Napoleon                    | Поль Баррас              |
| 2023 | Екстраполяції                     | англ. Extrapolations              | Омар Хаддад              |
| 2024 | Мадам Павутина                    | англ. Madame Web                  | Єзекіїль Сімс            |
| 2025 | Альфа                             | фр. Alpha                         | Амін                     |

### Телебачення
| Рік початку | Рік завершення | Серіал        | Оригінальна назва    | Роль           | К-ть епізодів |
| ----------- | -------------- | ------------- | -------------------- | -------------- | ------------- |
| 2021        | 2021           | Змій          | англ. The Serpent    | Чарльз Собрадж | 8             |
| 2023        | 2023           | Екстраполяції | англ. Extrapolations | Омар Хаддад    | 3             |

## Нагороди та досягнення

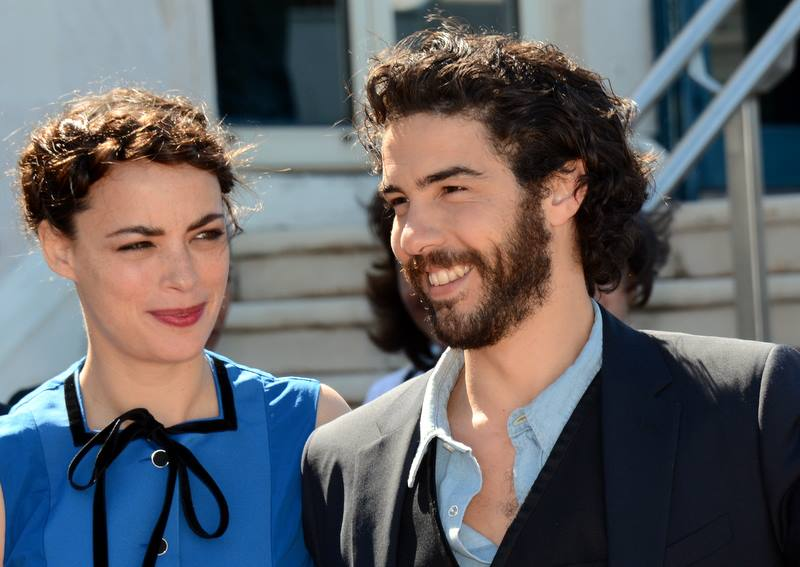
Береніс Бежо і Тахар Рахім на червоній доріжці Канського кінофестивалю 2013 року

- Європейський кіноприз найкращому актору: 2009 («Пророк»)
- Кришталевий глобус: 2010 («Пророк»)
- Золота зірка кіно: 2010 («Пророк»)
- Премія «Люм'єр» найкращому актору: 2010 («Пророк»)
- Премія «Сезар» найперспективнішому акторові: 2010 («Пророк»)[14]
- Премія «Сезар» за найкращу чоловічу роль: 2010 («Пророк»)[14]
- Приз Патріка Девара: 2010 («Пророк»)
- CinEuphoria Awards: 2011 («Пророк»)
- International Cinephile Society Awards (друге місце): 2011 («Пророк»)

### Соціальні мережі
- Тахар Рахім у соцмережі «Твіттер»